# Маргалла-Хилс (национальный парк)
Маргалла-Хилс (англ. Margalla Hills) — пакистанский национальный парк в Федеральной столичной территории, недалеко от Исламабада.

## Местоположение
Национальный парк был основан в 1980 году, включает в себя: одноимённый горный хребёт (12 605 га), озеро Равал, горный хребёт Шакарпариан и Спортивно-культурный комплекс. Горный хребёт Маргалла-Хилс достигает в высоту 685 метров в западной части и 1604 метров на востоке национального парка.

## Палеонтология
Горы сформировались около 40 млн лет назад, окаменелости от морских форм жизни являются свидетельством того, что на месте национального парка в те далекие времена располагалось море.

## Флора и фауна
Растительность южного склона состоит из лиственных и вечнозеленых деревьев. На севере растут сосны и рощи из дуба. Есть множество видов птиц, в том числе и мигрирующих из других регионов мира: жаворонки, райские мухоловки, турачи, сорокопутовые, фазановые, пятнистые горлицы, африканские ушастые грифы, соколы, ястребы и орлы. В национальном парке имеется целый ряд млекопитающих: леопарды, горалы, мунтжаки, кабаны, шакалы, лисицы и дикобразовые. Обитают также и рептилии, такие как: дабойи, индийские кобры и песчаные эфы.

## Охрана окружающей среды
Гималайский фонд дикой природы курирует развитие и сохранение природы в первозданном виде в национальном парке Маргалла-Хилс. Общество Маргалла-Хилс было основано в 1989 году и является зарегистрированной неправительственной организацией со штаб-квартирой в Исламабаде. Это Общество управляется выборным руководящим советом. Его основной целью является сохранение природной среды национального парка и предотвращения вырубки леса, а также сохранение лесов, животного мира и других природных ресурсов Маргалла-Хилс. Также эта организация распространяет среди населения информацию об этом парке (история, география, флора, фауна, культура и т.д.).

## Туризм
Национальный парк является самым доступным для посещения в Пакистане из-за его непосредственной близости к Исламабаду. Есть несколько туристических маршрутов, наиболее известными из которых являются Trail 3 и Trail 5.